# Bansda

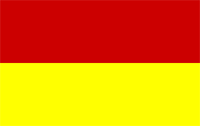
Furstendömets flagga

Indiska furstendömet Bansda grundlades 1781 av Virsinhji, en hinduisk rajput. Furstendömet, vars yta var 557 km², är sedan indiska självständigheten 1947 integrerat i delstaten Gujarat.